# Molophilus (Molophilus) issikii
Molophilus (Molophilus) issikii is een tweevleugelige uit de familie steltmuggen (Limoniidae). De soort komt voor in het Oriëntaals gebied.